# 坊っちゃん団子

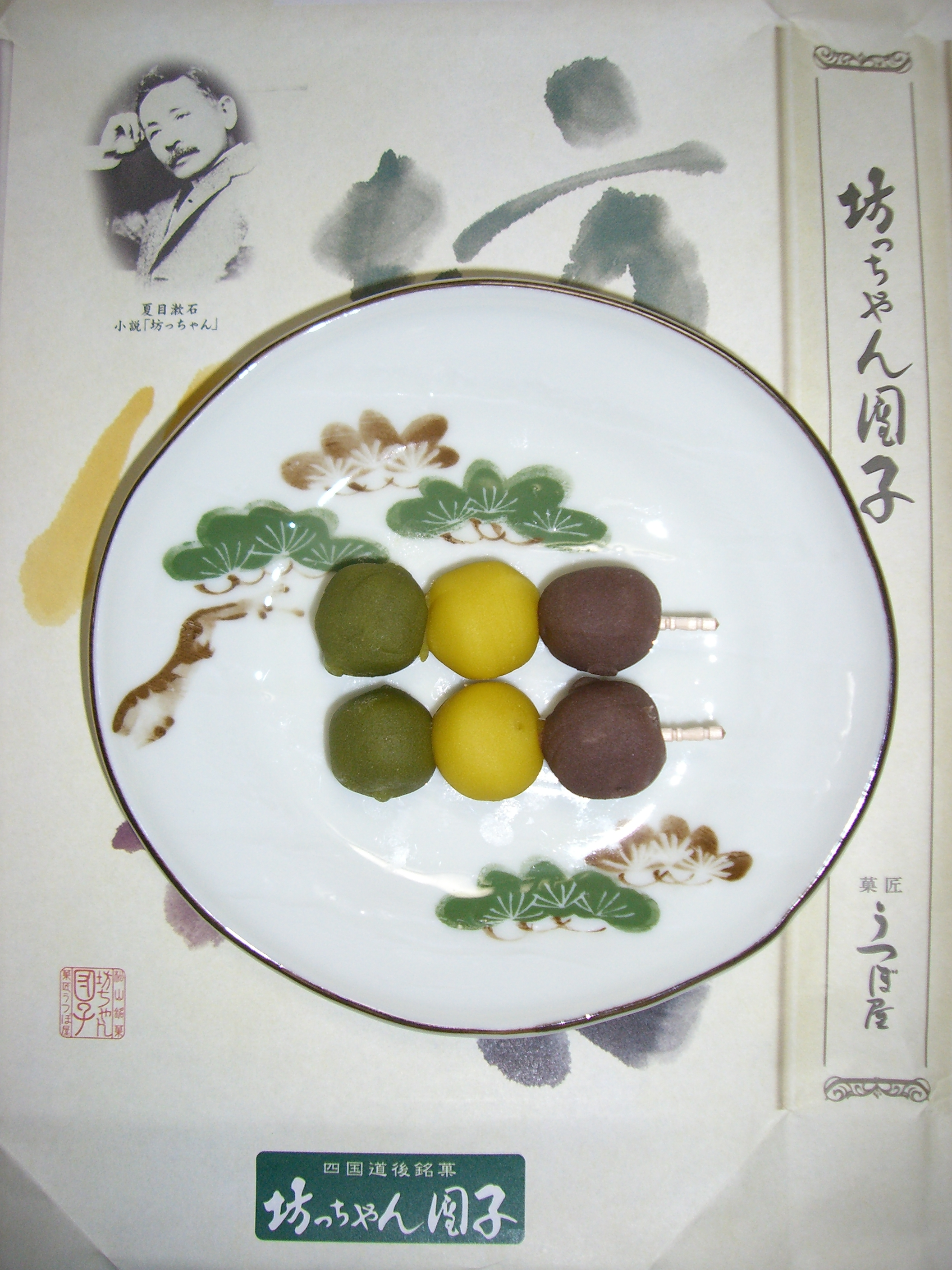
坊っちゃん団子

坊っちゃん団子（ぼっちゃんだんご）とは、愛媛県松山市の銘菓の一つ。

## 由来
夏目漱石の小説『坊っちゃん』の中に、「大変うまいと云う評判だから、温泉に行った帰りがけに一寸食ってみた」と登場する。この小説のモチーフとなったのは、漱石が松山に赴任していた頃の実体験であるが、小説『坊っちゃん』の当時の団子は、湯ざらし団子で、赤餡と白餡の団子を三つ串に刺したものであった。伊佐庭如矢町長の発案により、道後温泉本館の東方の丘上で振鷺園という庭園内の風詠館と名づけた茶店を経営し売っていたという。「一串5銭で非常にうまい」というので、松山辺りからも食べに出かけていたという。
開発者は野田宇太郎。自身の店が『坊っちゃん』に登場していることを知った当時の「つぼや菓子舗」の店主であった野田宇太郎が、1921年（大正10年）に開発し、この頃から「坊っちゃん団子」と名付けられた。
なお、小説『坊っちゃん』では坊っちゃんの入った団子屋は遊廓（小説では色町）の入り口にあるとの設定であるが、現在でも、かつての遊郭への入り口の道は残っている。その角は商店と民家であり、現在は団子店ではない。夏目漱石が松山赴任時代に通った団子店は「つぼや菓子舗」（1883年創業）であり、現在は道後商店街内に移転しており、坊っちゃん団子の原点ともいえる、夏目漱石が好んだ当時の団子「湯晒団子」（ゆざらしだんご）も販売している。

## 商品
今日では、色の違う団子（上から抹茶・卵・小豆）を3個串刺しにしたものが「坊っちゃん団子」としては最もポピュラーな商品となっている。道後温泉商店街をはじめ松山市内各地のみやげ物店・ホテル旅館や駅・港・空港の売店で買うことができる。
松山市内のいくつかの製菓会社で造られているが、最も早く世に出したのは道後温泉街にある「つぼや菓子舗」とされる。ただ、現在、お土産屋・売店で最もよく売られているのはうつぼ屋のもので、つぼや菓子舗のものより日持ちする。食べやすいよう、一本ずつ小型トレイに入れたミニサイズの商品もある。
なお、『だんご3兄弟』という歌謡がヒットした当時、まさに色の違う三兄弟である坊っちゃん団子も大いに売れたという。